# Steccherinum bourdotii
Steccherinum bourdotii är en svampart som beskrevs av Saliba & A. David 1988. Steccherinum bourdotii ingår i släktet Steccherinum och familjen Meruliaceae.   Inga underarter finns listade i Catalogue of Life.